# 深村亮太
深村 亮太（ふかむら りょうた、1993年7月23日 - ）は、ジャパンラグビーリーグワン豊田自動織機シャトルズ愛知に所属するラグビー選手。

## プロフィール
- 佐賀県出身。
- ポジションはプロップ (PR)。
- 身長: 186 cm、体重: 124 kg
- ニックネームはふか、ふかむら。
- 関東大学オールスターゲームの対抗戦選抜に選ばれたことがある[1]。

## 略歴
16歳でラグビーを始めた。
2012年、佐賀工業高校卒業後、帝京大学に入る。なお佐賀工業高校時代、高校日本代表候補に選ばれたことがある。
2016年、帝京大学卒業後、東芝ブレイブルーパス(現・東芝ブレイブルーパス東京)に加入。同年9月2日に行われたジャパンラグビートップリーグ第2節のNECグリーンロケッツ戦にて途中出場で公式戦初出場を果たす。
2022年、豊田自動織機シャトルズ愛知に加入。